# Witold Gliński
Witold Gliński (né le 22 novembre 1926 à Głębokie (Gloubokoïe en russe), alors en Pologne, mort le 16 avril 2013 dans les Cornouailles) est un ancien militaire polonais dont les aventures, pendant la Seconde Guerre mondiale, auraient constitué la véritable source d'inspiration du récit de la fameuse évasion du goulag décrite par Sławomir Rawicz dans À marche forcée, .

## Biographie
Witold Glinski naît en 1926 dans le village de Głębokie (région de Vilnius). Après le déclenchement de la Seconde Guerre mondiale, lui et sa famille sont arrêtés par le NKVD et envoyés en Russie. Après des interrogatoires à la Loubianka à Moscou, il est condamné à 25 ans de travaux forcés (il n'a alors que 17 ans) et envoyé en camp de travail forcé du Goulag soviétique à Iakoutsk en Sibérie, comme un million et demi de Polonais à cette époque. En 1941, avec des compatriotes, il s'échappe du camp, entamant une longue randonnée de 6 500 km qui leur fait traverser des régions désertiques d'Asie avant d'atteindre Calcutta en Inde.
Après la guerre, l'histoire de Glinski est revendiquée par un autre membre de l'Armée polonaise de l'Ouest, l'officier Sławomir Rawicz, comme l'ont révélé plus tard des documents examinés par des journalistes occidentaux. Le héros réel de l'aventure, dont le récit comportait beaucoup des faits décrits par Rawicz dans son livre, serait Witold Glinski, découvert en 2009 par le journaliste anglais John Dyson. Celui-ci, qui avait entendu parler par hasard du sort de Glinski durant la guerre, le persuade de livrer ses mémoires. Le récit de l'entretien est publié dans le numéro de mai de la revue mensuelle Reader's Digest en 2009.
Après s'être échappé du goulag, Witold Glinski s'est rendu en Angleterre, où il a été soldat du Corps polonais (en), au sein duquel il participa au débarquement de Normandie. Après la guerre, il est retourné en Angleterre, où il a épousé une Anglaise d'origine, et a travaillé comme ouvrier à la construction d'autoroutes. Il vivait dans les Cornouailles, au moment de sa mort le 16 avril 2013.
La véracité du récit de Glinski a été mise en doute par un autre Britannique d'origine polonaise, Leszek Glinieci. Le jeune garçon qu'il était pendant la Seconde Guerre mondiale avait été exilé dans la province d'Arkhangelsk en Russie septentrionale, où il avait fréquenté une école spéciale en compagnie de Glinski, et ce jusqu'en septembre 1941, soit sept mois après la prétendue évasion du Goulag. Ginieci a mis le doigt sur d'autres incohérences présentes dans le récit de Glinski. De son côté, le journaliste de Radio BBC, Hugh Levinson, qui a examiné The Long Walk sous toutes les coutures, devait déclarer en 2010 : « Se peut-il que Glinski soit le véritable héros de l'histoire et que Rawicz lui ait piqué son histoire ? C'est possible, mais nous n'avons trouvé aucun élément permettant de corroborer le récit haut en couleurs de l'évasion et du périple de Glinski. ».

## Émules
En 2010, trois étudiants de Łódź, Thomas Grzywaczewski, Bartosz Malinowski et Philip Drozdz, réalisent la Long Walk Plus Expedition, un voyage sur les traces de Witold Glinski. L'expédition, commencée en mai 2010 à Iakoutsk, prend fin en novembre 2010 à Calcutta en Inde,.
Cette aventure a également inspiré le voyageur français Sylvain Tesson, qui a effectué une expédition de huit mois et de 6 000 km (à pied, à cheval et à vélo) de la Sibérie au Golfe du Bengale, expédition qu'il a relatée dans L'Axe du loup.
Le réalisateur australien Peter Weir a réalisé en 2010 un film, The Way Back (Les Chemins de la liberté), librement adapté de cette histoire.